# Сибірське обласництво

Прапор сибірського областництва

Сибірське обласництво — суспільно-політична течія серед сибірської інтелігенції (середина 1850-х років — початок XX століття). Також в якійсь формі і мірі існує і до сьогодні. Сибірське областництво має історію у більш ніж 150 років, боротьби за незалежність Сибіру.

## Зародження
Обласництво зародилося в петербурзькому гуртку сибірських студентів, в який входили Григорій Потанін, Микола Ядрінцев, Серафим Шашков, Микола Наумов, Федір Усов та інші. У 1860-ті роки областники виступали за революційну боротьбу з самодержавством, за демократичні свободиі права людини. Після повернення до Сибіру (1863) активізували свою діяльність. Виступали на захист «інородців», проти колоніального гніту. Діючи в контакті з політичними засланцями росіянами і поляками, областники готували повстання проти Росії. Розглядаючи Сибір як політичну та економічну колонію Росії, а сибіряків — як нову сибірську націю, окремі областники висунули гасло відділення її від Росії або надання Сибіру автономного статусу. Влітку 1865 року Г. Н. Потанін і інші областники були заарештовані у справі «Товариства незалежності Сибіру», притягнуті до суду і засуджені до різних жорстоких покарань.
Для діяльності сибірських областників 1870-х роках характерно захоплення революційним народництвом. На початку 1880-х років відбувалася еволюція обласників у бік ліберального народництва, а з 2-ї половини 1890-х років — лібералізму. На початку XX століття серед обласників відбулося розмежування на праве (Олександр Адріанов, А. Н. Гаттенбергер, Н. Н. Козьмін та ін .) і ліве перебіг. Останнє (Е. Е. Колосов, Петро Дербер) та інші були тісно пов'язано з партією есерів.

## У роки громадянської війни

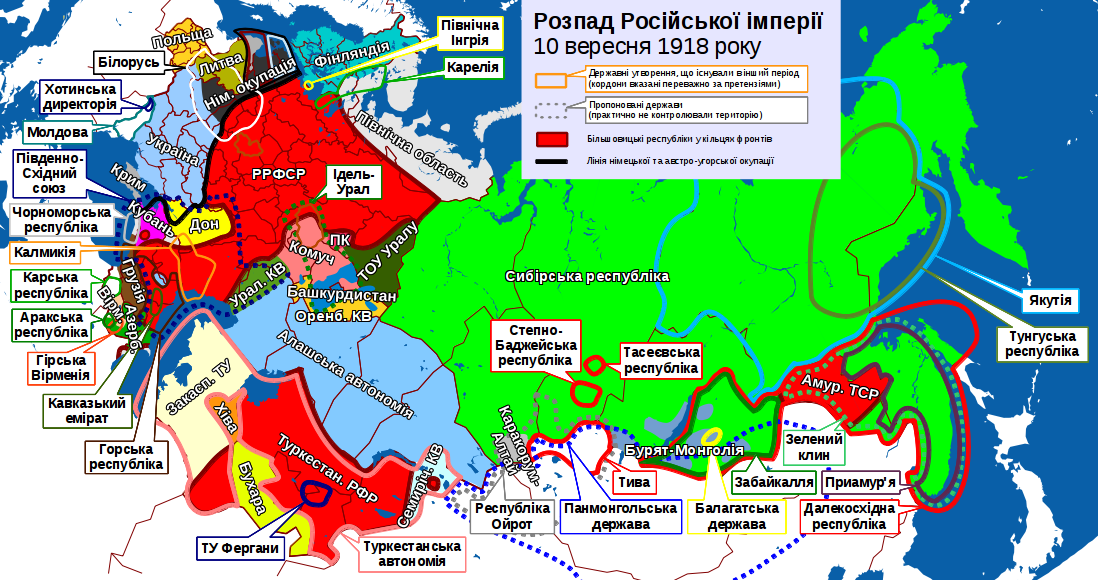
Сибірська республіка у вересні 1918 року

Конференція в Томську (2-9 серпня) 1917 року прийняла постанову «Про автономний устрій Сибіру» в рамках федерації з самовизначенням областей і національностей, і затвердила власний біло-зелений прапор Сибіру. 8 жовтня відкрився I Сибірський обласний з'їзд. Він постановив, що Сибір повинен володіти всією повнотою законодавчої, виконавчої та судової влади, мати Сибірську обласну думу і кабінет міністрів. Передбачалася можливість перетворити саму Сибір у федерацію.
Взимку-навесні 1918 року ряд обласників взяв участь у підготовці антибільшовицького повстання в Сибіру і увійшов у Тимчасовий Сибірський уряд. Після Повстання Чехословацького корпусу, завдяки якому була ліквідована влада більшовиків у Сибіру, 4 липня 1918 року була проголошена державна самостійність Сибірської Республіки. У вересні того ж року разом з іншими регіональними та національними урядами сибірські обласники взяли участь у Уфімській нараді. Після узурпації влади Олександром Колчаком деякі обласники співпрацювали з ним, а після завоювання більшовиками Сибіру емігрували. У період між світовими війнами у Японії та Китаї діяла сибірська обласницька емігрантська організація.

## Сучасність

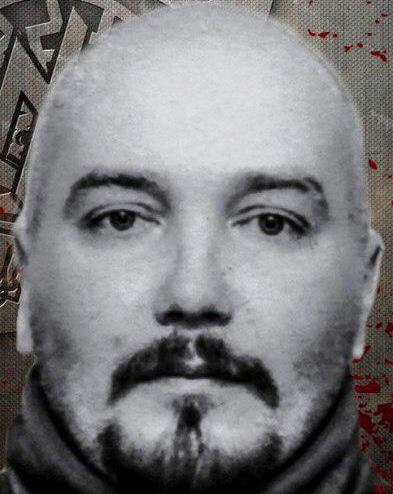
Борис Русаков, один з лідерів сибірських самостійників, воював у лавах полку «Азов» на Донбасі, загинув у 2015 році

На початку 1990-х років ідея Сибірської республіки була відроджена. У березні 1992 доку відбувся З'їзд народних депутатів Сибіру за участі 136 делегатів — депутатів усіх сибірських регіонів. На ньому Аман Тулєєв заявив, що «Центр штовхає нас до створення нікому не потрібної Сибірської Республіки». У той же час представник Тюмені Б. Перов пропонував наступне: «З'їзд приймає декларацію про державну незалежність Сибіру та проголошує себе вищим органом державної влади Сибіру, при цьому усі органи колоніальної російської влади на місцях скасовуються…». Був створений ряд партій на організацій, що виступали за автономію або незалежність Сибіру.
У 2000-х нова генерація сибірських обласників об'єдналася у «Сибірську Раду», а на основі сибірських діалектів російської була розроблена сибірська мова.
У липні 2013 року представниками Громадської палати Новосибірської області та засновники громадське об'єднання «Сибірська національно-культурна автономія» Олександр Бакаєв та Євген Митрофанов у відкритому листі повпреду президента в Сибіру Віктору Толоконському попросили його «ініціювати на рівні вищого керівництва країни процес об'єднання сибірських регіонів у макрорегіон Сибір з підвищенням податкових, управлінських і законодавчих повноважень суб'єктів Федерації». На думку Бакаєва та Митрофанова, максимальна централізація розподілу податкової бази між регіонами та федеральним центром перешкоджає розвитку Сибіру. Наприклад, в Томській області в 2012 році з 130 млрд рублів зібраних податків до бюджету РФ пішло 92 млрд, а назад регіон отримав лише 10,3 млрд.

### Марш
1 серпня 2014 року влада Росії заблокувала спільноту вконтакте «Марш за федералізацію Сибіру» і Артема Лоскутова. Роскомнадзор виніс попередження 14 ЗМІ про неприпустимість розміщення інформації про «Марші за федералізацію Сибіру», який планується провести в Новосибірську 17 серпня 2014 року і більшість ресурсів була змушена видалити будь-яку інформацію про цей Марш.

## Цікаві факти
- Групу сибірських літераторів «Памір», створену в 1928 році, звинувачували в обласницьких прагненнях, що закінчилося для її членів в 1932 році великою письменницькою кримінальною справою.
- У грудні 2012 року московська рок-група «Подія» випустила пісню «Вільний Сибір», присвячену сибірському обласництву. Автором слів і музики став фронтмен колективу Олексій Караковський. Пісня прозвучала на хвилях радіо «TOK-FM» і стала набирати популярність в Інтернеті.